# Rachel Ehrecke
Pas d'image ? Cliquez ici

a Compétitions nationales et continentales officielles uniquement.

b Matchs officiels uniquement.
Dernière mise à jour le 1 mai 2025.
Rachel Ehrecke, née le 6 décembre 1999 à West Des Moines (États-Unis), est une joueuse internationale américaine de rugby à XV évoluant aux postes de deuxième ligne ou troisième ligne aile. Elle joue à l'Onyx de Denver.

## Biographie
Rachel Ehrecke naît le 6 décembre 1999 à West Des Moines aux États-Unis. À l'université, elle joue avec les Nittany Lions de Penn State, où elle côtoie notamment Gabby Cantorna et Tess Feury.
Elle devient internationale américaine en novembre 2021 contre le Canada lors de la première édition de la Pacific Four Series.
En 2022, Rachel Ehrecke sort du giron des Eagles : elle n'est pas sélectionnée pour la Pacific Four Series ni pour la Coupe du monde.[réf. nécessaire]
En janvier 2023, elle part jouer en Angleterre, avec Darlington Mowden Park (en), où elle retrouve ses compatriotes Kathryn Treder et à nouveau Tess Feury. Elle y dispute la deuxième partie de la saison où elle est titularisée neuf fois en douze matchs.[réf. nécessaire] Elle revient en équipe nationale à l'occasion de la Pacific Four Series. Elle est titularisée en troisième ligne aile contre le Canada et en deuxième ligne contre les Black Ferns.[réf. nécessaire]
À nouveau sélectionnée pour la Pacific Four Series 2024, Rachel Ehrecke fait deux feuilles de match.[réf. nécessaire] De retour en club, elle remporte le titre national avec les Colorado Gray Wolves. Elle cumule, à la fin de l'été, quinze sélections en équipe des États-Unis quand elle est retenue pour le WXV au Canada, dont elle joue les trois rencontres en sortie de banc.[réf. nécessaire]
Pour la saison 2025, elle fait partie des cinq premières joueuses (avec McKenzie Hawkins) signées par la franchise de l'Onyx de Denver qui participe à la Women's Elite Rugby (WER).

## Palmarès
- Triple vainqueur du Championnat universitaire des États-Unis.
- Vainqueur du Championnat des États-Unis en 2019, 2023 et 2024.